# Minervino Murge
Minervino Murge er en by i Apulien, Italien med 8.171 (2023) indbyggere.